# باغبان‌لار، بیله‌سوار
باغبان‌لار، بیله‌سوار (به ترکی آذربایجانی: Bağbanlar) یک منطقهٔ مسکونی در جمهوری آذربایجان است که در شهرستان بیله‌سوار واقع شده‌است. باغبان‌لار ۳٬۷۳۹ نفر جمعیت دارد.